# 陸聯捷
陸聯捷，贵州水城人，中国近代政治人物。
民国十五年（1926年），擔任中华民国遵义府婺川縣縣長。后由黃道高接任。